# 曲沟台西沿遗址（甲）
曲沟台西沿遗址（甲），位于中国青海省共和县曲沟乡曹多隆村，为青海省市县级文物保护单位，公布日期为1988年5月20日，类型为古遗址。
曲沟台西沿遗址（甲）的历史年代为齐家文化。